# Viola charlestonensis
Viola charlestonensis är en violväxtart som beskrevs av Milo Samuel Baker och J. Clausen apud Clokey. Viola charlestonensis ingår i släktet violer, och familjen violväxter. Inga underarter finns listade i Catalogue of Life.

## Bildgalleri

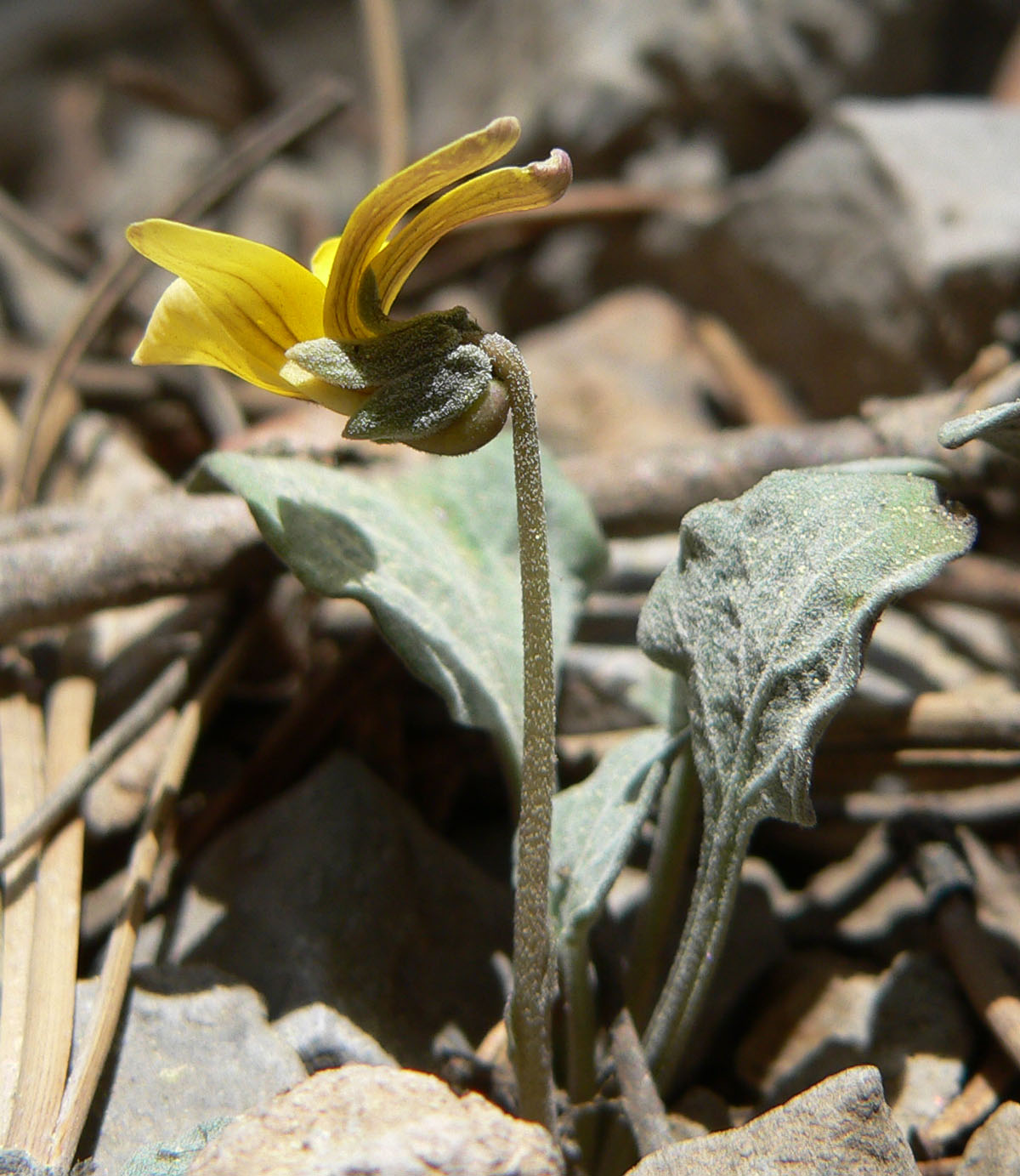
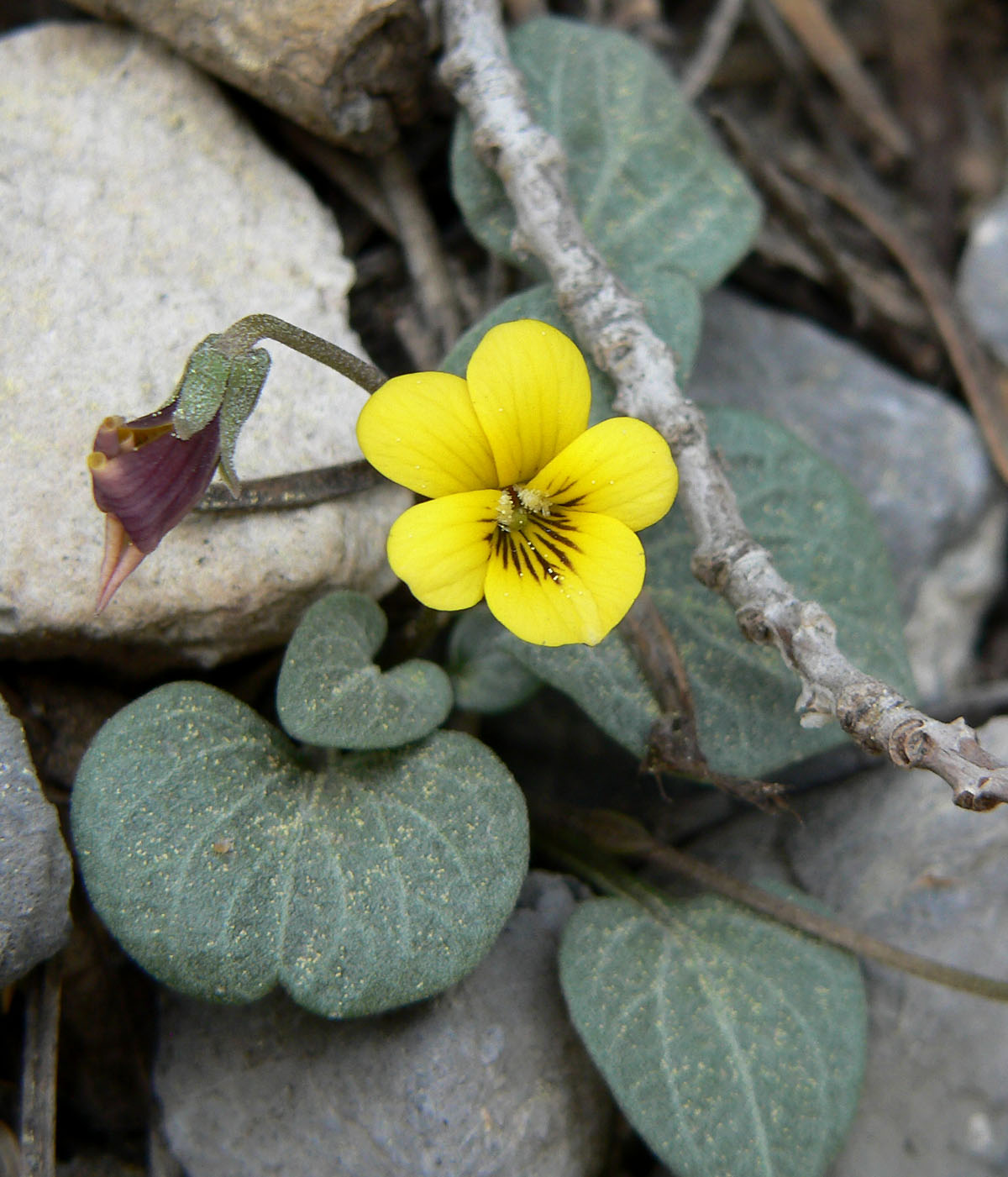
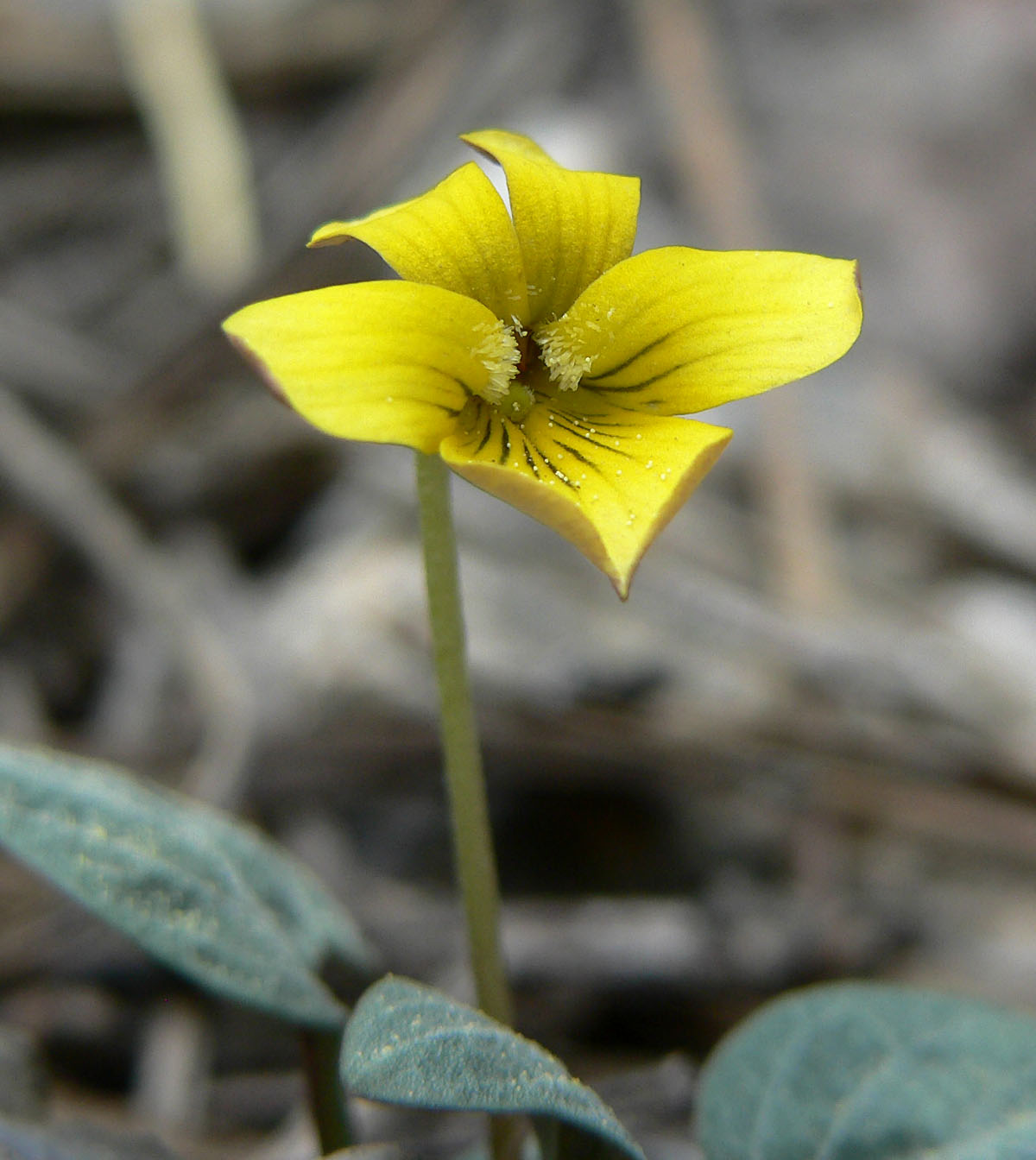
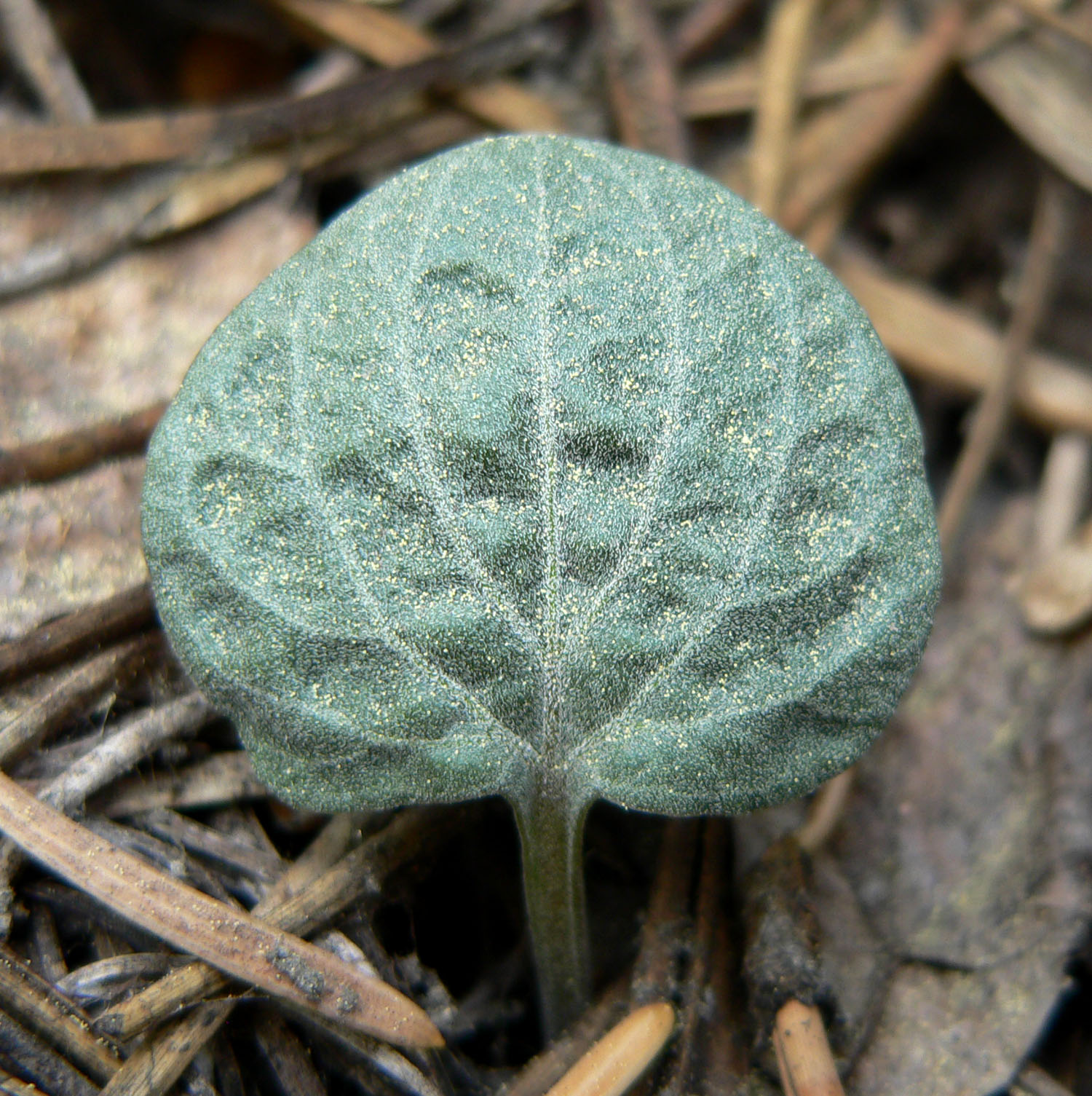